# Spitzgebuckelter Raukopf
Der Spitzgebuckelte Raukopf oder Spitzbuckelige Orange-Schleierling (Cortinarius rubellus, Syn.: C. speciosissimus) ist eine Pilzart aus der Familie der Schleierlingsverwandten (Cortinariaceae). Innerhalb der Gattung wird er der Untergattung Cortinarius subgen. Orellani zugeordnet. Die gestielten, kräftig rost-/fuchsfarbenen Fruchtkörper haben oft einen Hut mit spitzem Buckel und bisweilen einen gelblich gebänderten Stiel. Der Blätterpilz wächst in Fichtenwäldern auf sauren, feuchten und gerne mit Torfmoosen bewachsenen Böden. Er enthält den Giftstoff Orellanin und verursacht bei Verzehr unbehandelt ein tödliches Nierenversagen.

## Merkmale

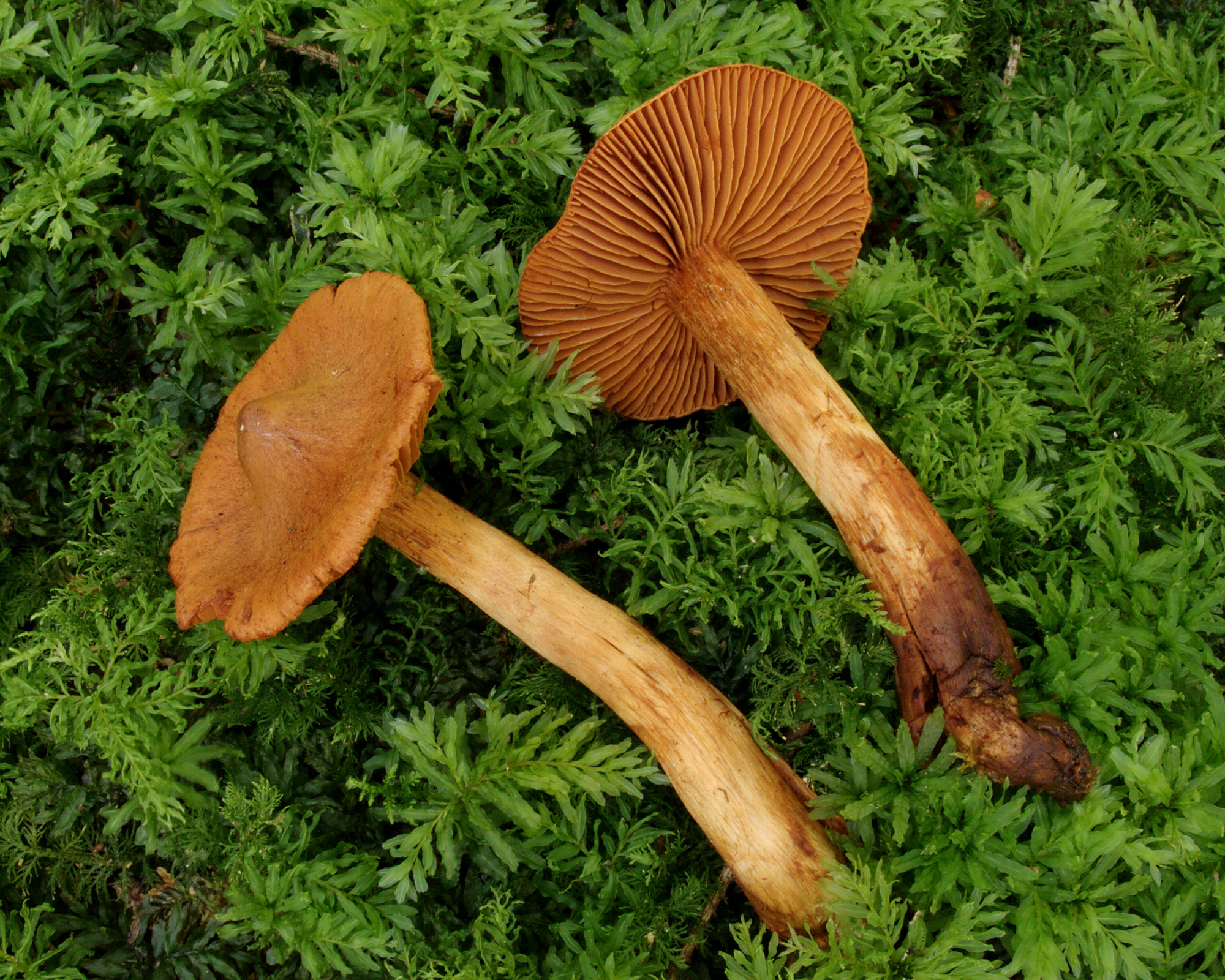
Fruchtkörper des Spitzgebuckelten Raukopfs in liegender Position

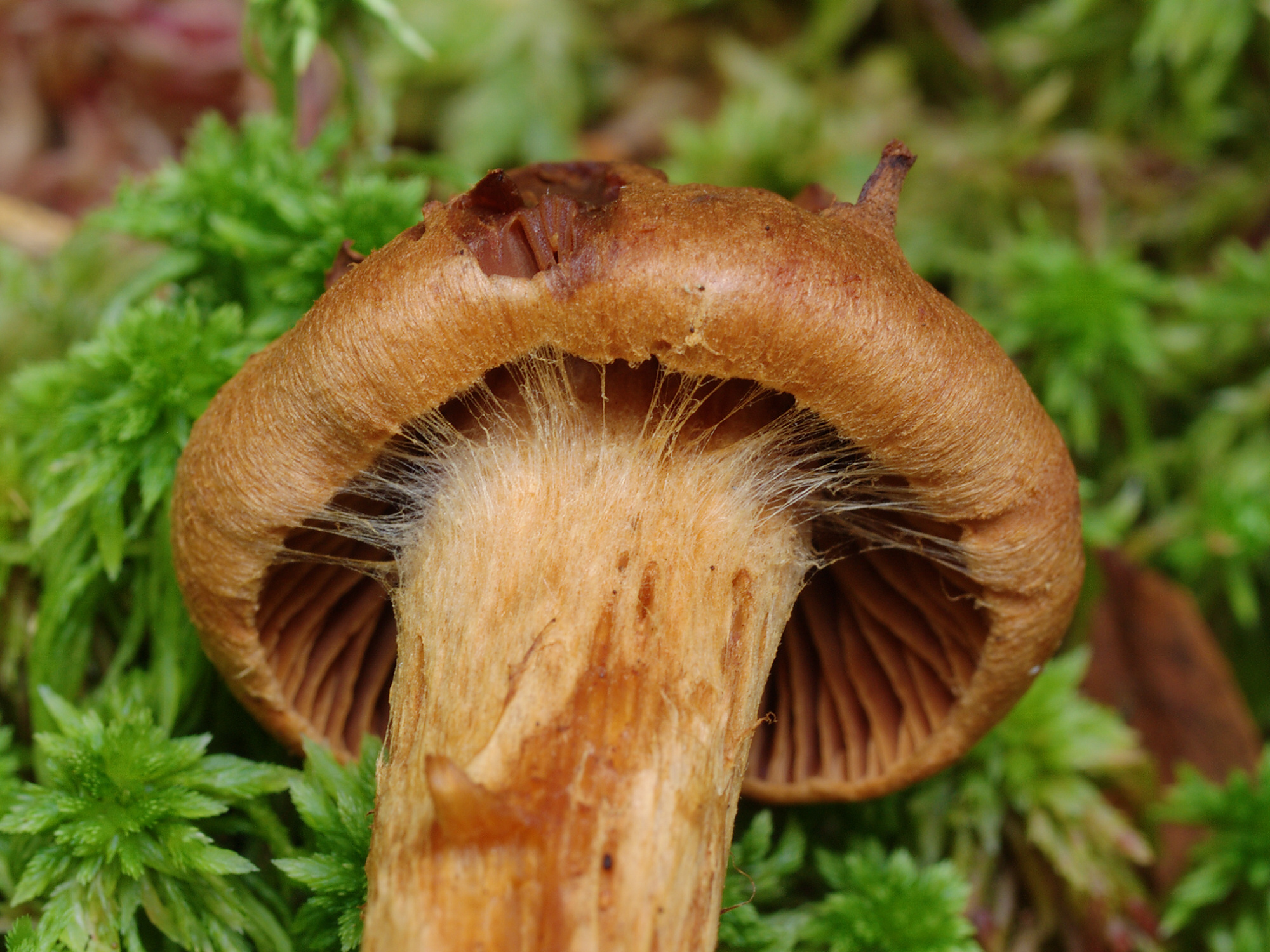
Zwischen Stiel und Hutrand dieses jungen Spitzgebuckelten Raukopfs spannt sich der spinnwebartige Schleier.

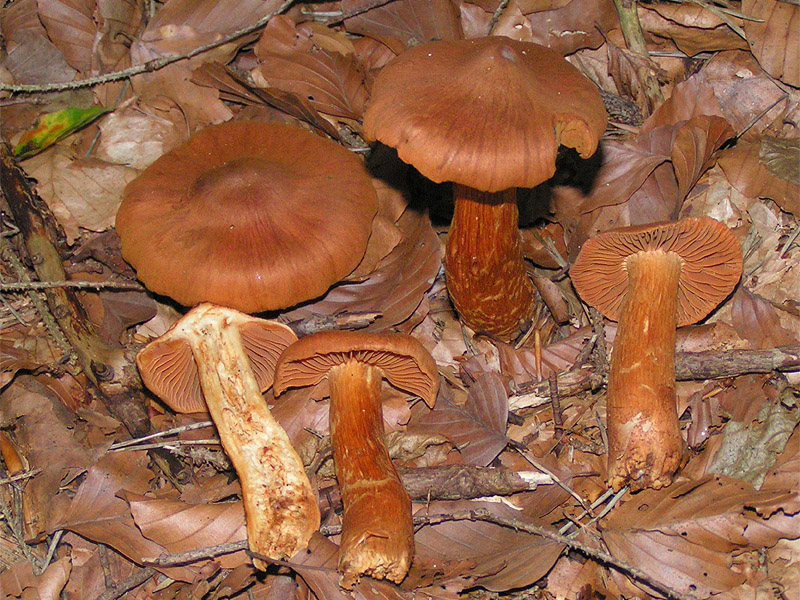
Eine Gruppe Fruchtkörper des Spitzgebuckelten Raukopfs mit einem längs aufgeschnittenen Exemplar

### Makroskopische Merkmale
Der Hut ist rost- bis zimtorange oder fuchsig gefärbt und erreicht einen Durchmesser von drei bis acht Zentimetern. Er ist dünnfleischig, stumpf bis spitz gebuckelt und besitzt eine fein filzig-faserige Oberfläche. Die entfernt stehenden, ausgebuchtet angewachsenen Lamellen haben einen zimtorangenen bis rostbräunlichen Ton. Sie sind am Stiel angewachsen und etwas breiter als das Hutfleisch. Der schlank keulenförmige, trockene Stiel erreicht eine Länge von acht und eine Breite von 1,5 Zentimetern. Er ist häufig (vor allem jung) mit mehreren goldgelben Velumgürteln versehen oder genattert. Das Fleisch ist orangegelblich bis safranfarben, im unteren Teil des Stiels rostbräunlich und hat einen milden bis rettichartigen Geschmack.

### Mikroskopische Merkmale
Die rostbraunen Sporen sind feinwarzig und haben eine Größe von 8,5–11,5 × 6,5–9 Mikrometern.

## Artabgrenzung
Verwechslungsmöglichkeit besteht mit dem seltenen Rhabarberfüßigen Raukopf (Aureonarius callisteus), der einen ölig-brenzligen Geruch (nach „Lokomotiven“) besitzt. Ähnlich ist auch der Zitronengelbe Raukopf (Aureonarius limonius), der wie der Rhabarberfüßige im Nadelwald wächst und giftverdächtig ist. Der Orangefuchsige Raukopf ist durch einen helleren, rostgelblichen, nicht genatterten Stiel zu unterscheiden. Außerdem ist dieser nur im Laubwald zu finden. Verwechslungsgefahr mit essbaren Pilzen besteht unter Umständen mit jungen Pfifferlingen.

## Ökologie und Verbreitung
Der Spitzgebuckelte Raukopf bevorzugt saure, feuchte und sumpfige, mit Torfmoosen bewachsene, Böden. So ist er zwischen August und Oktober im Nadelwald, besonders unter Fichten, Tannen und im Fichten-Kiefern-Mischwald zu finden. Mit den Nadelbäumen geht er eine Mykorrhiza ein. In Süddeutschland, vor allem im Schwarzwald, in Österreich und der Schweiz ist der Pilz nicht selten.

## Toxikologie
Der Spitzgebuckelte Raukopf ist einer der giftigsten Pilze, die in Mitteleuropa vorkommen. Er ist nah verwandt mit dem ebenfalls tödlich giftigen Orangefuchsigen Raukopf. Beide enthalten in nennenswerten Mengen das Gift Orellanin, das zu einer besonders langsamen und qualvollen Vergiftung mit dem typischen Orellanus-Syndrom führt. An dessen Ende steht in vielen Fällen ein tödliches Nierenversagen.